# György Apponyi

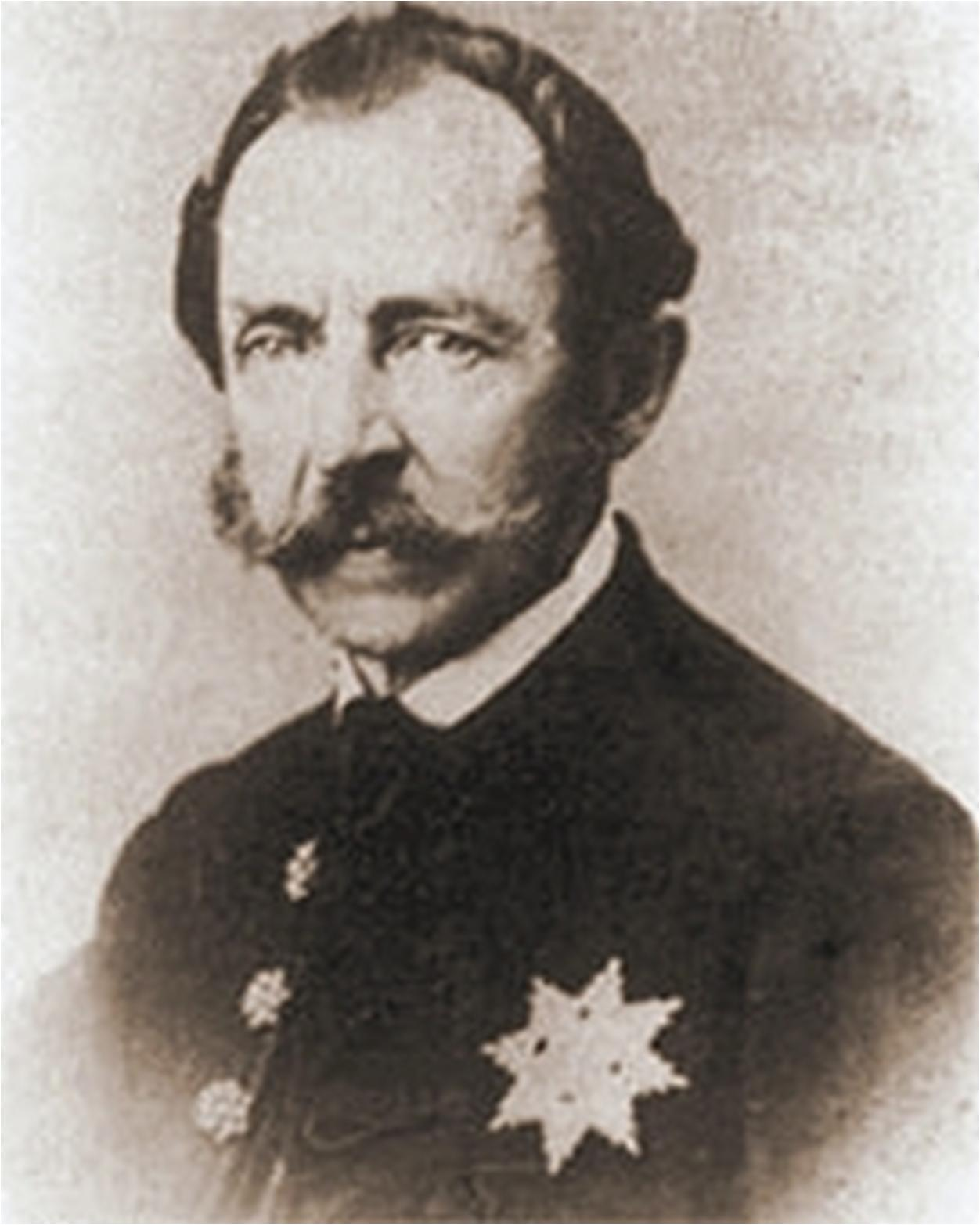
György Apponyi

György (Georg) Apponyi, född 29 december 1808 i Bratislava, död 28 februari 1899, var en ungersk politiker. Han var sonson till Anton György Apponyi och far till Albert Apponyi.
Apponyi var en tid (från 1843) ledare för det aristokratisk-konservativa partiet vid ungerska riksdagen, men drog sig efter 1848 års händelser tillbaka till privatlivet.
1859 blev han medlem av det s. k. förstärkta riksrådet i Wien
och snart en av ledarna i det nationella partiet.
Han blev 1860 president i Ungerns högsta domstol, men nedlade 1863 detta ämbete, sedan försöken till en uppgörelse med Österrike strandat.